# Samsung Galaxy S20 FE
Samsung Galaxy S20 FE (acronimo di Fan Edition) e Galaxy S20 FE 5G, sono due smartphone della serie Galaxy S, oltreché le varianti meno costose della gamma S20, presentati il 23 settembre 2020 tramite l'evento Galaxy Unpacked, e commercializzati a partire dal 2 ottobre successivo.
Galaxy S20 FE è disponibile sia in variante 4G che 5G. È disponibile in sei colorazioni: Cloud Navy, Cloud Lavender, Cloud Red, Cloud Mint, Cloud White e Cloud Orange.

## Specifiche tecniche

### Hardware
Gli smartphone mantengono un design simile ai Galaxy S20 e Note 20; presentano un display "Infinity-O" da 6,5" con bordi piatti a risoluzione FHD+ (407ppi), dotato di un foro circolare nella parte centrale superiore contenente la fotocamera frontale, refresh rate variabile da 60 fino a 120 Hz e vetro di tipo Gorilla Glass 3+. Il telaio è realizzato in alluminio anodizzato, mentre il pannello posteriore in policarbonato.
Sulla scocca posteriore c'è una tripla fotocamera composta da due sensori (f/1,8 ed f/2,2) da 12 MP di cui uno ultra-grandangolare ed un teleobiettivo da 8 MP (f/2,0) con zoom ottico fino a 3x. Lo zoom digitale è disponibile fino a 30x e la fotocamera frontale è da 32 MP (f/2.0).
Entrambi i modelli dispongono di una batteria da 4.500mAh con ricarica rapida con cavo fino a 25 W e wireless fino a 15 W, resistenza all'acqua e polvere garantita dalla certificazione IP68 e sensore delle impronte digitali integrato nel display. A seconda della configurazione scelta, la RAM degli smartphone ha una capienza di 6 o 8 GB (LPDDR5) e la memoria interna può essere da 128 o 256 GB. Supporta Wi-Fi 6.
La differenza principale fra Galaxy S20 FE ed S20 FE 5G, oltre alla compatibilità con le reti 5G della seconda variante, era costituita dal SoC utilizzato. La variante 4G montava un SoC Samsung Exynos 990, mentre la versione 5G un Qualcomm Snapdragon 865. Quest'ultima configurazione, come già constatato anche nei confronti fra le varianti con processori Exynos e quelle con Snapdragon della serie Galaxy S20 standard, garantisce una durata maggiore della batteria, una migliore gestione delle temperature e prestazioni leggermente superiori rispetto alla versione che utilizza il chipset prodotto da Samsung. Ad aprile 2021 è stato immesso sul mercato il Galaxy S20 FE con Snapdragon 865, quindi la sola differenza rimanente è il supporto delle reti.

### Software
Il dispositivo è stato immesso sul mercato con Android 10 ed interfaccia personalizzata One UI 2.5.
A partire da dicembre 2020 è stato aggiornato ad Android 11 con One UI 3.0 e dal 10 febbraio 2021 ha iniziato a ricevere One UI 3.1. Il rilascio di quest'ultima versione è stato interrotto, per problemi non specificati, il 12 febbraio, ma è ripreso il 18 febbraio seguente.
A partire da gennaio 2021 è cominciato il rilascio di Android 12 con One UI 4.0, poi passata alla versione 4.1.